# Emily Alyn Lind
Emily Alyn Lind, född 6 maj 2002 i Brooklyn, är en amerikansk skådespelare.
Lind har bland annat medverkat i TV-serien Gossip Girl. Hon har även medverkat i filmerna Lights Out och Ghostbusters: Frozen Empire.

## Filmografi (i urval)

### Filmer
- 2008 – The Secret Life of Bees
- 2009 – Enter the Void
- 2010 – Who Is Clark Rockefeller?
- 2011 – J. Edgar
- 2012 – Won't Back Down
- 2013 – The Haunting in Connecticut 2: Ghosts of Georgia
- 2013 – Movie 43
- 2014 – Jackie & Ryan
- 2014 – Mockingbird
- 2015 – Hidden
- 2016 – Lights Out
- 2017 – The Babysitter
- 2018 – Replicas
- 2019 – Doctor Sleep
- 2020 – The Babysitter: Killer Queen
- 2021 – Every Breath You Take
- 2024 – Ghostbusters: Frozen Empire

### TV-serier
- 2009 – Våra bästa år (TV-serie)
- 2009 – Eastwick (TV-serie)
- 2010 – Medium (TV-serie)
- 2010 – All My Children (TV-serie)
- 2010 – Flashpoint (TV-serie)
- 2010 – Criminal Minds (TV-serie)
- 2011–2015 – Revenge (TV-serie)
- 2012 – Hawaii Five-0 (TV-serie)
- 2014 – Suburgatory (TV-serie)
- 2015–2018 – Code Black (TV-serie)
- 2016 – Rush Hour (TV-serie)
- 2021–2023 – Gossip Girl (TV-serie)
- 2025 – We Were Liars (TV-serie)